# Pedro Reinel

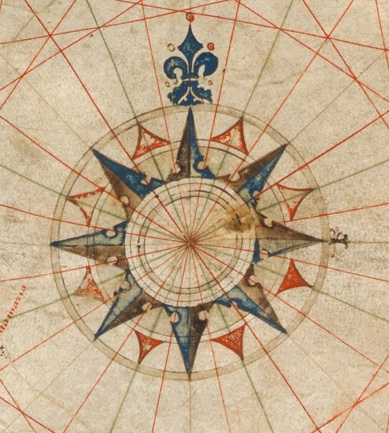
Windrose in Reinels Atlantik-Karte (ca. 1504)

Pedro Reinel (* um 1464; † nach 1542) war ein portugiesischer Kartograf.

## Karten
Pedro Reinel stellte um 1485 die älteste signierte Seekarte her. Diese Portolankarte zeigt Teile Westeuropas und Teile Nordwestafrikas und stellt die Entdeckungen von Diogo Cão von 1482 bis 1485 dar. Sie befindet sich im Archive Départementale de la Gironde in Bordeaux.
Reinels Atlantik-Karte von ca. 1504 ist die erste Seekarte mit einem Maßstab für die Längengrade. Auf dieser Karte findet sich erstmals eine Windrose mit einer deutlich gezeichneten Lilie zur Kennzeichnung der Nordrichtung. Die Karte wird in der Bayerischen Staatsbibliothek in München verwahrt.
Pedro Reinel hatte zusammen mit seinem Sohn Jorge Reinel und dem Kartografen Lopo Homem Anteil an der Erstellung des Miller-Atlas (1519).
Zu den weniger bekannten Werken Reinels zählen eine Mittelmeerkarte (ca. 1500), zwei Karten des Indischen Ozeans (ca. 1517 und 1518), eine Karte der südlichen Hemisphäre (1522) und eine weitere Atlantik-Karte (ca. 1535).

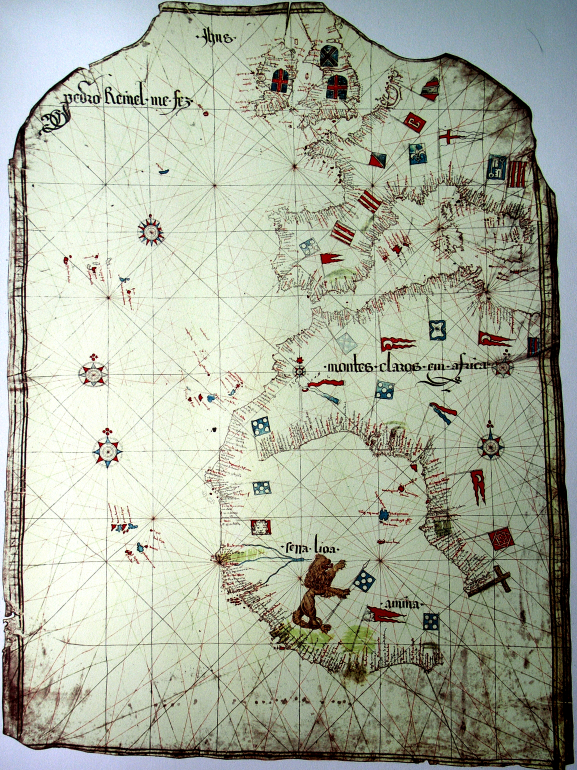
Reinels Portolankarte von ca. 1485
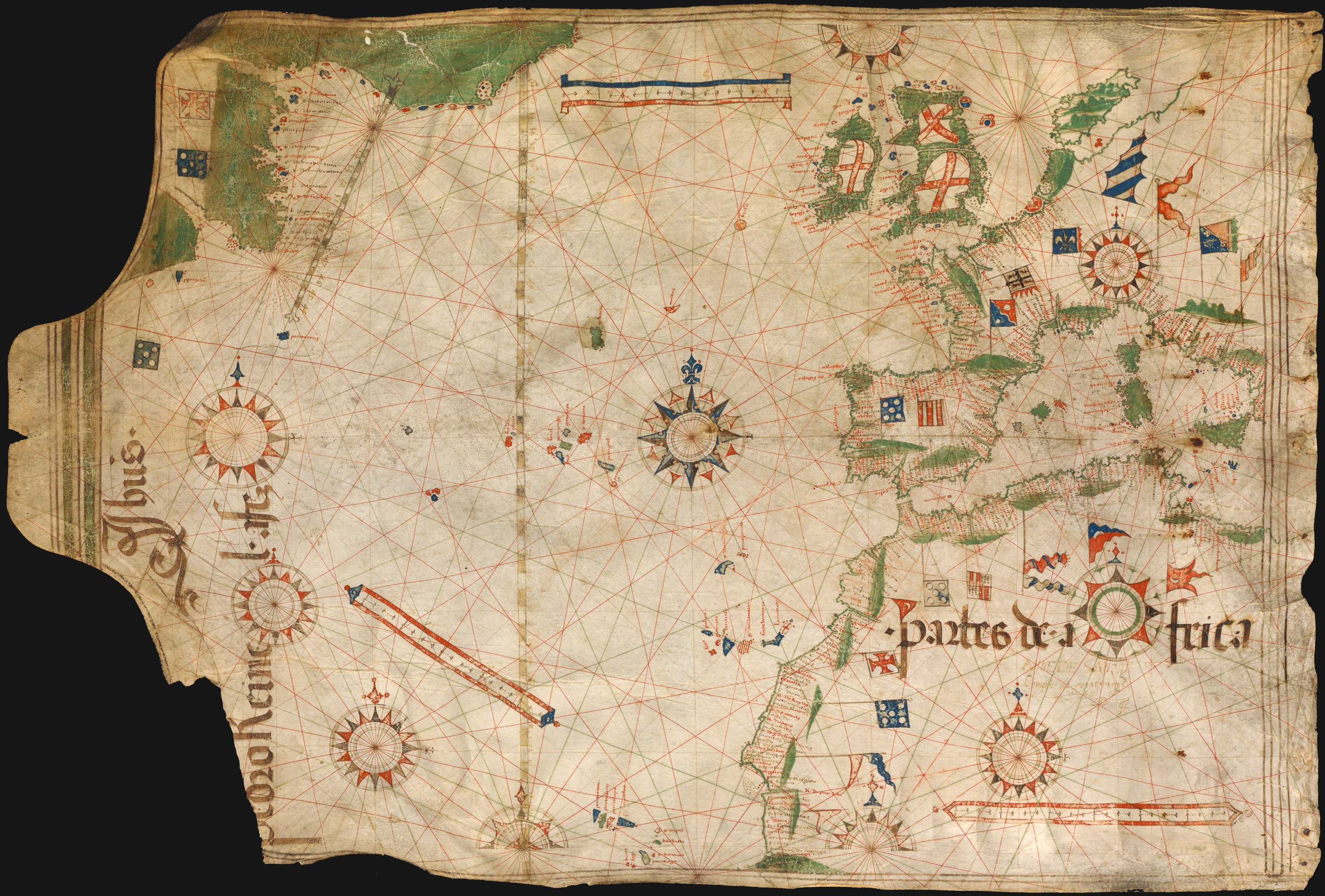
Reinels erste Atlantik-Karte (ca. 1504)
Brasilien-Karte im Miller-Atlas (1519)
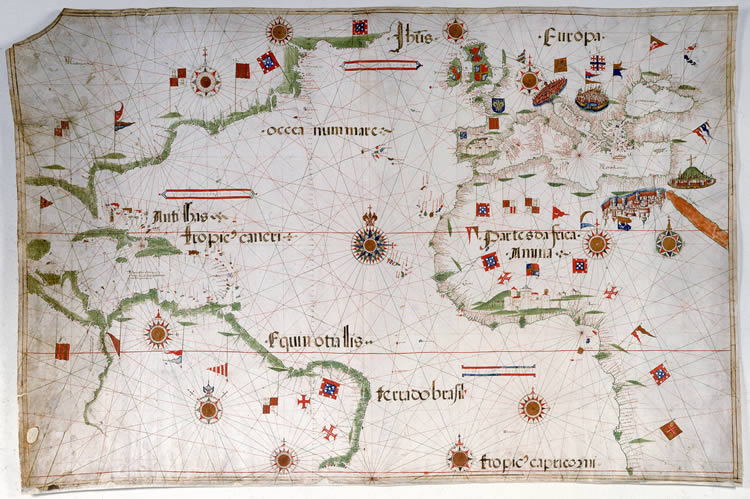
Reinels zweite Atlantik-Karte (ca. 1535)